# Prueba unitaria
En programación, una prueba unitaria, PU, o test unitario (del inglés: unit test) es una forma efectiva de comprobar el correcto funcionamiento de las unidades individuales más pequeñas de los programas informáticos. Por ejemplo en diseño estructurado o en diseño funcional una función o un procedimiento, en diseño orientado a objetos una clase. Esto sirve para asegurar que cada unidad funcione correcta y eficientemente por separado. Además de verificar que el código hace lo que tiene que hacer, verificamos que sea correcto el nombre, los nombres y tipos de los parámetros, el tipo de lo que se devuelve, que si el estado inicial es válido, entonces el estado final es válido también.
La idea es escribir casos de prueba para cada función no trivial o método en el módulo, de forma que cada caso sea independiente del resto. Luego, con las Pruebas de Integración, se podrá asegurar el correcto funcionamiento del sistema o subsistema en cuestión.

## Características
Para que una prueba unitaria tenga la calidad suficiente se deben cumplir los siguientes requisitos:
- Automatizable: No debería requerirse una intervención manual. Esto es especialmente útil para integración continua.
- Completas: Deben cubrir la mayor cantidad de código.
- Rápidas: Deben poder ejecutarse en fracciones de segundo, caso contrario serán obviadas.
- Repetibles o Reutilizables: No se deben crear pruebas que sólo puedan ser ejecutadas una sola vez. También es útil para integración continua.
- Independientes: La ejecución de una prueba no debe afectar a la ejecución de otra.
- Profesionales: Las pruebas deben ser consideradas igual que el código, con la misma profesionalidad, documentación, etc.

Aunque estos requisitos no tienen que ser cumplidos al pie de la letra, se recomienda seguirlos o de lo contrario las pruebas pierden parte de su función.

## Ventajas
El objetivo de las pruebas unitarias es aislar cada parte del programa y mostrar que las partes individuales son correctas. Proporcionan un contrato escrito que el trozo de código debe satisfacer. Estas pruebas aisladas proporcionan cinco ventajas básicas:
- Fomentan el cambio: Las pruebas unitarias facilitan que el programador cambie el código para mejorar su estructura[2] (lo que se ha dado en llamar refactorización), puesto que permiten hacer pruebas sobre los cambios y así asegurarse de que los nuevos cambios no han introducido defectos.
- Simplifica la integración: Puesto que permiten llegar a la fase de integración con un grado alto de seguridad de que el código está funcionando correctamente. De esta manera se facilitan las pruebas de integración.
- Documenta el código: Las propias pruebas son documentación del código, puesto que ahí se puede ver cómo utilizarlo.
- Separación de la interfaz y la implementación: Dado que la única interacción entre los casos de prueba y las unidades bajo prueba son las interfaces de estas últimas, se puede cambiar cualquiera de los dos sin afectar al otro, a veces usando objetos maquetados (mock object - maqueta) que habilitan de forma aislada (unitaria) el comportamiento de objetos complejos.
- Los errores están más acotados y son más fáciles de localizar: Dado que tenemos pruebas unitarias que pueden desenmascararlos.

## Limitaciones
Es importante darse cuenta de que las pruebas unitarias no descubrirán todos los errores del código. Algunos enfoques se basan en la generación aleatoria de objetos para amplificar el alcance de las pruebas de unidad. Esta técnica se conoce como testing aleatorio (RT, por random testing). 
Por definición, sólo prueban las unidades por sí solas. Por lo tanto, no descubrirán errores de integración, problemas de rendimiento y otros problemas que afectan a todo el sistema en su conjunto. Además, puede no ser trivial anticipar todos los casos especiales de entradas que puede recibir en realidad la unidad de programa bajo estudio. Las pruebas unitarias sólo son efectivas si se usan en conjunto con otras pruebas de software.

## Herramientas
- Typemock: Entorno de pruebas para C++, C# y .NET - incluso puedes probar el código legado con él.
- JUnit: Entorno de pruebas para Java creado por Erich Gamma y Kent Beck. Se encuentra basado en SUnit creado originalmente para realizar pruebas unitarias para el lenguaje Smalltalk.
- TestNG: Creado para suplir algunas deficiencias en JUnit.
- JTiger: Basado en anotaciones, como TestNG.
- SimpleTest: Entorno de pruebas para aplicaciones realizadas en PHP.
- PHPUnit: Sistema para la realización pruebas unitarias en PHP.
- Jest: Librería para escribir pruebas en JavaScript/TypeScript.
- CPPUnit: Versión del framework para lenguajes C/C++.
- NUnit: Versión del framework para la plataforma.NET.
- FoxUnit: Entorno OpenSource de pruebas unitarias para Microsoft Visual FoxPro.
- MOQ: Entorno para la creación dinámica de objetos simuladores (mocks). «MOQ».
- QUnit: Biblioteca para pruebas unitarias en Javascript. Creada por la fundación jQuery, ha sido reescrita para ser independiente de la biblioteca jQuery.
- libunittest: Biblioteca portable para pruebas unitarias en C++ que usa el nuevo estándar C++11.
- CUnit: Entorno para escribir, administrar y correr test unitarios en lenguaje C.
- PyUnit: Framework para la elaboración de pruebas unitarias en python.
- QtTest: Clases para pruebas unitarias en la biblioteca Qt (C++).
- utPLSQL: Framework para la elaboración de pruebas unitarias en PLSQL.
- xUnit.net: es una herramienta gratuita de prueba unitaria, de código abierto y centrada en la comunidad para .NET Framework.